# Sundacypha striata
Sundacypha striata – gatunek ważki z rodziny Chlorocyphidae.